# Antoine Charles Gabriel de Folleville
Antoine Charles Gabriel de Folleville, né le 14 juillet 1749, mort le 15 mai 1835 à Manancourt - aujourd'hui commune d'Étricourt-Manancourt (Somme) - est un officier et homme politique français, député à l'Assemblée constituante de 1789 à 1791.

## Biographie

### Famille
Antoine Charles Gabriel de Folleville est né à Manancourt (Somme) le 14 juillet 1749, fils de Charles François, marquis de Folleville, et Marie-Jeanne Marguerite Le Gras d'Acy. Il est issu d'une ancienne famille de la noblesse picarde.
En 1775, il épouse Catherine Charlotte Sophie Patissier de Bussy, qui divorce de lui en 1792 et reste en France, en parvenant à préserver une partie du patrimoine familial. 
Elle est la fille de Jacques Joseph Patissier de Bussy et d'Agnès Lecomte de Grossieux, la nièce de Charles Joseph Patissier de Bussy, marquis de Castelnau, Gouverneur des Etablissements français en Inde, Grand-croix de l'Ordre royal et militaire de Saint Louis, une des personnalités marquantes dans la présence française en Inde au XVIIIe, dont elle recevra l'importante succession.
Elle donne à son époux plusieurs enfants, dont seule une fille parviendra à l'âge adulte : Adèle Françoise Gabrielle de Folleville (Serches - Aisne- 27 juin 1782, Manancourt - Somme - 19 décembre 1864), mariée en 1801 avec Louis François Félix Musnier de La Converserie.

### Carrière politique
Le 11 avril 1789, il est élu député de la noblesse du bailliage de Péronne aux États généraux, comme suppléant du duc de Mailly. Ce dernier ayant démissionné, il lui succède comme député à l'Assemblée constituante, où il siège à partir de décembre 1789.
Il siège aux côtés des royalistes conservateurs, défend les prêtres réfractaires, vote contre la proposition de loi donnant la nationalité française aux israélites, demande la suppression des clubs. Il proteste contre l'abolition de la noblesse, contre la Constitution, vote pour que la religion catholique soit religion d'Etat. 
L'Assemblée constituante ayant décidé par le décret du 16 mai 1791, l’inéligibilité de ses membres dans la nouvelle assemblée législative de la Constitution de 1791, Antoine de Folleville ne peut être réélu député. Il émigre vers le milieu de 1792 et sert dans des régiments d'émigrés. 
Toutefois, sa présence est, de temps à autre, signalée en Picardie, jusqu'à sa radiation définitive de la liste des émigrés, en l'an X.

### Carrière militaire
Il fait une carrière militaire, chevau-léger de la Garde du roi en 1765, capitaine au régiment de Bourbon dragons en 1770, devient lieutenant-colonel en 1785, chevalier de Saint-Louis. Pendant la révolution, il sert dans l'Armée des princes.
En 1816, Louis XVIII promeut Antoine Charles Gabriel de Folleville maréchal de camp.
Antoine Charles Gabriel de Folleville meurt à Manancourt le 15 mai 1835, après son épouse, décédée, également à Manancourt, le 17 juillet 1834.

## Pour approfondir

### Sources
- Adolphe Robert, Edgar Bourloton, Gaston Cougny, Dictionnaire des Parlementaires français, tome 3, Paris, Bourloton, 1890 ; rééd. Genève, Slatkine, 2000.
- Léon Dubos, « Divorces d'émigrés pendant la Révolution, le cas de Madame de Folleville », in Bulletin de la Société des Antiquaires de Picardie, tome 48, 1959, p. 81 à 96.
- Edna Hindie Lemay, Dictionnaire des Constituants, tome 1, Paris, Universitas, 1991, p. 359-360.